# Karl Olivecrona

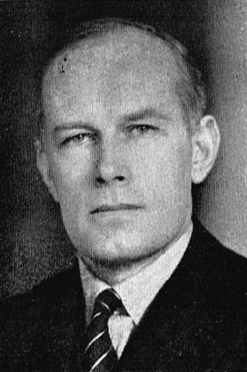
Karl Olivecrona

Knut Hans Karl Olivecrona (* 25. Oktober 1897 in Norrbärke, Kopparbergs län; † 5. Februar 1980 in Lund) war ein schwedischer Jurist und Rechtsphilosoph. Als Schüler Axel Hägerströms übte er neben diesem und Alf Ross einen wichtigen Einfluss auf die Entwicklung des Rechtsrealismus aus. Er war Professor für Verfahrensrecht und Rechtsphilosophie an der Universität Lund.
Olivecrona war bis 1942 Mitglied der nationalistischen Reichsvereinigung Schweden-Deutschland in Lund.

## Werke
- Law as Fact. 1939 (zweite Aufl. 1971).
- England eller Tyskland. 1940.
- The Problem of the Monetary Unit. 1957.
- Locke’s Theory of Appropriation. In: Philosophical Quarterly. 1974.
- Appropriation in the State of Nature: Locke on the Origin of Property. In: Journal of the History of Ideas. 1974.